# Hania Rani
Hania Rani (polonès: Hania Raniszewska)  (Gdańsk, 5 de setembre de 1990) és una pianista, compositora i cantant polonesa. Va estudiar música a l'Escola de Música Feliks Nowowiejski de Gdańsk i a la Universitat de Música Fryderyk Chopin de Varsòvia.

## Carrera
Crea música experimental sota el pseudònim artístic de Hania Raní. A duo amb Dobrawa Czocher, va crear el projecte de música clàssica Ciechowski clàssicament (Ciechowski klasycznie) i en 2015 va gravar l'àlbum titulat Biała Flag amb arranjaments clàssics de les cançons de Czocher. El 2017, va fundar el duo "Tęskno" amb Joanna Longić. El novembre de 2018, la banda va llançar l'àlbum Mi i aquest mateix any va rebre el Premi Artístic de la Ciutat de Toruń Grzegorz Ciechowski. El mateix àlbum va ser nominat en els premis polonesos Fryderyk en la seva edició de 2019, en la categoria Debut fonogràfic de l'any.
En 2019, va guanyar el plebiscit de Sanki per a les cares noves més interessants de la música polonesa organitzat per Gazeta Wyborcza.
El 5 d'abril de 2019 va començar la seva carrera en solitari publicant el seu àlbum de debut sota el títol Esja.
El 2019, aquest primer treball va ser guardonat amb el premi Fryderyk en les categories següents: Àlbum alternatiu de l'any, Nova interpretació (amb Mela Koteluk per la cançó "Odledz (versió per a piano)", Debut fonogràfic de l'any i Compositor de l'any (ex aequo amb el duo de compositeurs Dawid Podsiadło i Olek Świerkot). També va ser nominada a la categoria de Productor de l'any. En paral·lel, l'àlbum Home, llançat el 2020, es va convertir en l'àlbum de l'any a l'enquesta del mitjà editorial Gazeta Wyborcza.
Aquell mateix any va treballar component la banda sonora de la pel·lícula polonesa titulada Jak najdalej stąd, la qual li va valer la consecució d'un premi individual al 45è Festival de Cinema Polonès de Gdynia.

## Influències
El seu estil pot ser definit com d'experimental, ja que beu d'influències de la música tradicional polonesa i d'una forta presència de la música islandesa, segons afirma ella mateixa. Així mateix, compositors com Yann Tiersen, Agnes Obel, Nils Frahm o Ólafur Arnalds, entre d'altres, són alguns dels professionals font de la seva inspiració.

## Discografia

### Àlbums
| Títol                                                                                       | Detalls de l'àlbum | Posicions màximes a les llistes | Certificacions                                             |
| Títol                                                                                       | Detalls de l'àlbum | Regne Unit                      | Certificacions                                             |
| ------------------------------------------------------------------------------------------- | --- | ------------------------------- | ---------------------------------------------------------- |
| Esja                                                                                        | - Data de publicació: 5 d'abril de 2019 - Segell discogràfic: Gondwana Records - Format: Digital download, CD, LP       | 65                              | - Polish Society of the Phonographic Industry (ZPAV): Gold |
| Home                                                                                        | - Data de publicació: 29 de maig de 2020 - Segell discogràfic: Gondwana Records - Format: Digital download, CD, LP      | —                               |                                                            |
| Music for Film and Theatre                                                                  | - Data de publicació: 18 de juny de 2021 - Segell discogràfic: Gondwana Records - Format: Digital download, CD, LP      | —                               |                                                            |
| Inner Symphonies (with Dobrawa Czocher)                                                     | - Data de publicació: 15 d'octubre de 2021 - Segell discogràfic: Deutsche Grammophon - Format: Digital download, CD, LP | —                               |                                                            |
| "—" denota un enregistrament que no es va publicar o no es va publicar en aquest territori. | |                                 |                                                            |